# Uniwersyteckie Centrum Medycyny Weterynaryjnej w Poznaniu
Uniwersyteckie Centrum Medycyny Weterynaryjnej (UCMW) – klinika z przychodniami weterynaryjnymi należąca do Uniwersytetu Przyrodniczego w Poznaniu, zlokalizowana na Sołaczu, przy ul. Szydłowskiej, w sąsiedztwie Collegium Maximum i Kolegium Gawęckiego.
Zespół o powierzchni około 3000 m² otwarto 7 maja 2015. Budowę rozpoczęto w 2013 i pochłonęła ona około 20 milionów złotych (15 milionów stanowiło dofinansowanie ze środków Ministerstwa Nauki i Szkolnictwa Wyższego). Stanowi bazę dydaktyczną dla studentów weterynarii. Wyposażona jest w nowoczesny sprzęt medyczny, m.in. OIOM, aparaty rentgenowskie, tomografy i artroskopy. Dostępne są tu sale operacyjne (44m² i 94m²), sala sekcyjna, dwa duże boksy dla koni, krów i mniejszych zwierząt egzotycznych, jak również szpital i poczekalnie dla psów i kotów. Oprócz pomieszczeń klinicznych obiekt mieści salę audytoryjną dla studentów (96-150 miejsc).
Na dachu Centrum powstanie ogród edukacyjny z kolekcją ziół i roślin leczniczych według projektu Agnieszki Wojciechowskiej.
W uroczystości otwarcia obiektu udział wzięli m.in.: posłowie Marek Niedbała i Bożena Szydłowska, polityk Waldemar Witkowski oraz starosta Jan Grabkowski.